# Giovanni Cornaro (cardinal)
Giovanni Cornaro (né le 30 juin 1720 à Venise, alors capitale de la république de Venise et mort le 29 mars 1789 à Rome) est un cardinal italien du XVIIIe siècle.

## Biographie
Giovanni Cornaro exerce diverses fonctions au sein de la Curie romaine, notamment comme auditeur auprès du tribunal de la Rote romaine. Il est gouverneur de Rome et vice-camerlingue du Sacré Collège de 1775 à 1778. 
Le pape Pie VI le crée cardinal-diacre lors du consistoire du 1er juin 1778.